# Kreuzdachbildstock (Aschach, Von-Henneberg-Straße 19)

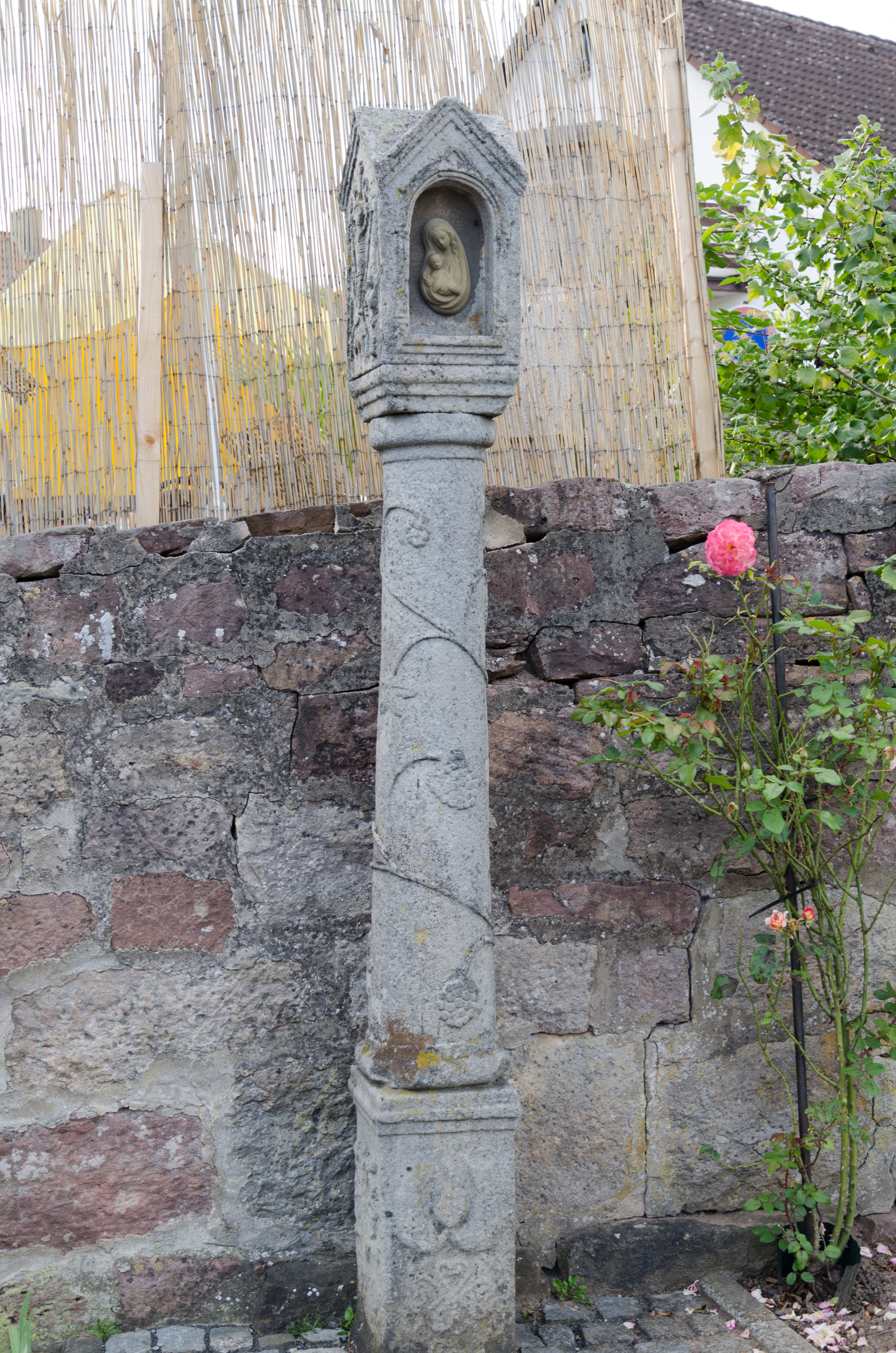
Kreuzdachbildstock, Aschach, Von-Henneberg-Straße 19

Der Kreuzdachbildstock Von-Henneberg-Straße 19 ist ein Flurdenkmal in Aschach, einem Ortsteil des Marktes Bad Bocklet im unterfränkischen Landkreis Bad Kissingen und befindet sich an der Abzweigung Obere Gasse/Von-Henneberg-Straße 19. Der Bildstock gehört zu den Baudenkmälern von Bad Bocklet und ist unter der Nummer D-6-72-112-39 in der Bayerischen Denkmalliste registriert.

## Beschreibung
Der 237 cm hohe Kreuzdachbildstock besteht aus grauem Sandstein und entstand im Jahr 1690.
Auf einem 54 cm hohen, prismatischen Sockel befindet sich ein 125 cm hoher, konischer Schaft mit einem Durchmesser von 26 cm (unten) und 18 cm (oben) mit Basiswulst und -ring, Kapitellring und -wulst / 6 cm und 4 cm / und ein 58 cm hohes Kreuzdachhaus mit den Abmessungen S = 26 cm × 26 cm.
Die Sockelzier besteht aus:
a) auf der Schauseite aus einem Engelskopf mit Flügel

b) links aus einem Vierherzblatt mit Kreuz- und Diagonalkreuzfäden mit Endknöpfen, darunter gegenständige Spiralen, die aus dem Herzblatt hinauswachsen

c) rechts aus einem Glückskleeblatt mit aus ihnen herauswachsenden 8-Herzblattspiralen und einer darüberliegenden S-Spirale
d) auf der Rückseite aus einer Wunderblume aus vier aufgehenden Wedeln, darunter zwei Wedel.
Das Kreuzdachhaus besteht aus:
a) einer Bildnische mit der hl. Maria (vorher hl. Josef)

b) einer 7-Blatt-Palmette

c) aus den Marterwerkzeugen Jesu

d) aus einem Wappen mit Kreuz und einem gevierten Schild:
1) Fränkischer Rechen; senkrecht angeordnete Ringe und Vierblatt im Diagonalkreuz

2) gekrönter Löwe

3) Vierblatt mit Diagonalkreuz

4) Würzburger Fähnlein mit schlüsselartigem Ring: 1690
Das Wappen des Bildstocks, der mit der Jahreszahl 1690 signiert ist, fällt in die Regierungszeit des Würzburger Fürstbischofs Johann Gottfried von Guttenberg, stimmt aber mit seinem Wappen nicht überein. Von den Bischofssymbolen von Würzburg blieb lediglich ein Deutschordenskreuz als Zeichen der Bischofsmütze und der Rechen übrig. Die drei Ringe im ersten Feld erinnern an drei blauen Ringe von Julius Echter von Mespelbrunn. Im Vierblattmotiv mit Diagonalkreuz ist kein Bischofswappen enthalten. Es gleicht einer Blüte mit vier Blumenkron- und vier Kelchblättern und erinnert an die fünfblättrige „Guttenberg-Rose“. Der zweischwänzige Löwe mit Schrägfaden hat seinen Ursprung bei Johann Gottfried von Aschhausen. Möglicherweise wurde der Schrägfaden in der Bildhauerheraldik der Rhön weggelassen; der Löwe blieb als Traditionselement übrig, ist aber möglicherweise auch ein Hinweis auf andere Beziehungen.
Der Schlüssel im Feld unten rechts hat drei Glieder und steckt in einem Ring. Er erinnert an das Symbol des Bistums Worms, wo der Schlüssel von vier Kreuzchen in Gold begleitet wird. In dem Wappen von Johann Philipp von Schönborn befand sich neben dem Mainzer Rad auch das Symbol des Bistums Worms. Das Achsenkreuz des Wappens stellt ein Kreis, der ein Vierspeichenrad imitiert. Es ist kein Bestandteil der offiziellen Würzburger Bischofswappen.
Am Sockel des Bildstocks zeigt ein Symbol einen Engel mit zwei gegenständigen Flügeln. Dieses Symbol zeigt sich auch im Wappen von Fürstbischof Peter Philipp von Dernbach, der in seinem Wappen auch den Bamberger Löwen und im Mittelschild ein „Seeblätter“ genanntes Dreierherzblattmotiv hatte.
Die eingesetzte Symbolik repräsentiert einen Querschnitt durch die Landesgeschichte von 1600 bis 1700.
Die Weinranken am Schaft des Bildstocks repräsentieren Christus an der Geißelsäule beziehungsweise Wein, der in das Blut Christi verwandelt wird, beziehungsweise Christus in der Kelter. Das Leiden Christi kommt in den Marterwerkzeugen zum Ausdruck.